# Reduvius
Reduvius es un género numeroso de la familia de las chinches asesinas (Reduviidae). Dentro de las especies de este género, el cazador enmascarado, Reduvius personatus, es el ejemplo más conocido.

## Características
Los ejemplares adultos de este género alcanzan un largo máximo de entre 8 y 22 milímetros. Estos son los insectos depredadores más grandes y uno de los clados más amplios de insectos depredadores. 

## Distribución
Si bien sería originario del Paleartico, debido a acción humana se ha diseminado por distintas parte del planeta. Se los puede encontrar en muchos ecosistemas terrestres y microhábitats, que van desde madrigueras de mamíferos en el desierto hasta troncos en las selvas tropicales.

## Lista parcial de especies
Una lista parcial de especies de este género es brindada a continuación
- Reduvius fedtschenkianus (Oshanin, 1871)
- Reduvio jakovleffi Reuter, 1892
- Reduvio pallipes Klug, 1830
- Reduvius personatus ( Linnaeus, 1758 ) "Cazador enmascarado"
- Reduvius senilis Van Duzee, 1906
- Reduvius sonoraensis Usinger, 1942
- Reduvius testaceus Herrich-Schaeffer, 1845
- Reduvius vanduzeei Wygodzinsky & Usinger, 1964